# Guilvinec
Guilvinec är en kommun i departementet Finistère i regionen Bretagne i västra Frankrike. Kommunen ligger i kantonen Guilvinec som tillhör arrondissementet Quimper. År 2022 hade Guilvinec 2 677 invånare.

## Befolkningsutveckling
Antalet invånare i kommunen Guilvinec
Referens:INSEE